# Holcocera
Holcocera là một chi bướm đêm treong họ Blastobasidae.

## Các loài
- Holcocera gozmanyi Adamski & Landry, 2007